# Anerkendelseskorset
Anerkendelseskorset (lettisk: Atzinības krusts) er en civil lettisk orden. Den blev oprindeligt indstiftet under navnet Croix de la Reconnaissance den 13. maj 1710 i Libau af hertug Friedrich Wilhelm som en ridderorden for Hertugdømmet Kurland og Semgallen. Da hertugen døde allerede året efter indstiftelsen, ophørte tildelingen af ordenen. I 1938 blev Anerkendelseskorset genoptaget som en lettisk statsorden til minde om Hertugdømmet Kurland og Semgallens tidligere storhed. Efter den sovjetiske okkupation af Letland i 1940 blev ordenen ikke tildelt, før end den 24. marts 2004, hvor Anerkendelseskorset blev genoptaget ved lov. Den forvaltes af et ordenskancelli med en ordenskansler underlagt Letlands præsident, som er ordenens stormester. Ordenen tildeles for fortjenester for fædrelandet, for fremragende indsatser for nationen, samfundets bedste og for kulturelle indsatser. Ordenen kan også tildeles udlændinge. Anerkendelseskorset rangerer som nummer tre af Letlands ordener, efter Trestjerneordenen og Viestursordenen.

## Klasser
Anerkendelseskorset består af fem klasser:
- I — Kommandør af Storkorset (lielkrusta komandieris)
- II — Storofficer (lielvirsnieks)
- III — Kommandør (komandieris)
- IV — Officer (virsnieks)
- V — Kavaler (kavalieris)

Anerkendelseskorset består af tre æresgrader:
- I grad — guld
- II grad — sølv
- III grad — bronze